# Campeonato Europeo Sub-18 1977
El Campeonato Europeo Sub-18 1977 se llevó a cabo en Bélgica del 19 al 28 de mayo y contó con la participación de 16 selecciones juveniles de Europa provenientes de una fase eliminatoria.
El anfitrión Bélgica venció en la final a Bulgaria para lograr ganar su primer título del torneo.

## Eliminatoria

### Eliminación Directa
| Equipo 1         | Agr.       | Equipo 2          | Ida  | Vuelta |
| ---------------- | ---------- | ----------------- | ---- | ------ |
| Inglaterra       | 2–1        | Gales             | 1–0  | 1–1    |
| Islandia         | 2–1        | Noruega           | 1–0  | 1–1    |
| Irlanda          | w.o.       | Escocia           | -    | -      |
| Dinamarca        | 1–2        | Irlanda del Norte | 1–0  | 0–2    |
| Francia          | 4–2        | Luxemburgo        | 1–1  | 3–1    |
| Alemania Federal | 15–1       | Liechtenstein     | 10–0 | 5–1    |
| Portugal         | 1–1 (3–4p) | Austria           | 0–1  | 1–0    |
| Checoslovaquia   | 1–2        | Italia            | 0–2  | 1–0    |
| Polonia          | 0–1        | Bulgaria          | 0–0  | 0–1    |
| Rumania          | 4–4(a)     | Yugoslavia        | 4–2  | 0–2    |
| Unión Soviética  | (a)2–2     | Turquía           | 1–0  | 1–2    |
| Hungría          | 1–4        | Grecia            | 1–0  | 0–4    |

### Fase de grupos

#### Grupo 13
| País         | J | G | E | P | GF | GC | GD | Pts |
| ------------ | - | - | - | - | -- | -- | -- | --- |
| Países Bajos | 4 | 3 | 1 | 0 | 6  | 2  | +4 | 7   |
| España       | 4 | 1 | 2 | 1 | 5  | 3  | +2 | 4   |
| Suiza        | 4 | 0 | 1 | 3 | 2  | 8  | –6 | 1   |

|  | Países Bajos | 1–0 | Suiza        |
|  | Suiza        | 0–0 | España       |
|  | España       | 1–2 | Países Bajos |
|  | Países Bajos | 0–0 | España       |
|  | España       | 4–1 | Suiza        |
|  | Suiza        | 1–3 | Países Bajos |

#### Grupo 14
| País                 | J | G | E | P | GF | GC | GD | Pts |
| -------------------- | - | - | - | - | -- | -- | -- | --- |
| Suecia               | 4 | 3 | 0 | 1 | 10 | 6  | +4 | 6   |
| Alemania Democrática | 4 | 2 | 1 | 1 | 9  | 6  | +3 | 5   |
| Finlandia            | 4 | 0 | 0 | 2 | 5  | 12 | –7 | 1   |

|  | Finlandia            | 2–2 | Alemania Democrática |
|  | Finlandia            | 2–3 | Suecia               |
|  | Suecia               | 3–2 | Alemania Democrática |
|  | Alemania Democrática | 3–1 | Finlandia            |
|  | Suecia               | 4–0 | Finlandia            |
|  | Alemania Democrática | 2–0 | Suecia               |

## Clasificados
| - Austria - Bélgica (anfitrión) - Bulgaria - Inglaterra | - Francia - Alemania Federal - Grecia - Islandia | - Italia - Malta - Países Bajos - Irlanda del Norte | - Irlanda - Unión Soviética - Suecia - Yugoslavia |

## Fase de grupos

### Grupo A
| País       | J | G | E | P | GF | GC | GD | Pts |
| ---------- | - | - | - | - | -- | -- | -- | --- |
| Bélgica    | 3 | 2 | 0 | 1 | 9  | 2  | +7 | 4   |
| Inglaterra | 3 | 1 | 2 | 0 | 1  | 0  | +1 | 4   |
| Islandia   | 3 | 0 | 2 | 1 | 1  | 3  | –2 | 2   |
| Grecia     | 3 | 0 | 2 | 1 | 2  | 8  | –6 | 2   |

| 19 de mayo | Inglaterra | 1–0 | Bélgica    |
|            | Islandia   | 1–1 | Grecia     |
| 21 de mayo | Inglaterra | 0–0 | Islandia   |
|            | Bélgica    | 7–1 | Grecia     |
| 23 de mayo | Grecia     | 0–0 | Inglaterra |
|            | Bélgica    | 2–0 | Islandia   |

### Grupo B
| País             | J | G | E | P | GF | GC | GD | Pts |
| ---------------- | - | - | - | - | -- | -- | -- | --- |
| Alemania Federal | 3 | 1 | 2 | 0 | 3  | 2  | +1 | 4   |
| Francia          | 3 | 1 | 1 | 1 | 1  | 1  | 0  | 3   |
| Irlanda          | 3 | 1 | 1 | 1 | 2  | 4  | –2 | 3   |
| Yugoslavia       | 3 | 1 | 0 | 2 | 4  | 3  | +1 | 2   |

| 19 de mayo | Irlanda          | 1–0 | Francia          |
|            | Alemania Federal | 2–1 | Yugoslavia       |
| 21 de mayo | Yugoslavia       | 3–0 | Irlanda          |
|            | Alemania Federal | 0–0 | Francia          |
| 23 de mayo | Irlanda          | 1–1 | Alemania Federal |
|            | Francia          | 1–0 | Yugoslavia       |

### Grupo C
| País              | J | G | E | P | GF | GC | GD  | Pts |
| ----------------- | - | - | - | - | -- | -- | --- | --- |
| Unión Soviética   | 3 | 3 | 0 | 0 | 11 | 0  | +11 | 6   |
| Irlanda del Norte | 3 | 2 | 0 | 1 | 3  | 1  | +2  | 4   |
| Austria           | 3 | 0 | 1 | 2 | 0  | 5  | –5  | 1   |
| Malta             | 3 | 0 | 1 | 2 | 0  | 8  | –8  | 1   |

| 19 de mayo | Austria           | 0–0 | Malta             |
|            | Unión Soviética   | 1–0 | Irlanda del Norte |
| 21 de mayo | Unión Soviética   | 4–0 | Austria           |
|            | Malta             | 0-2 | Irlanda del Norte |
| 23 de mayo | Irlanda del Norte | 1–0 | Austria           |
|            | Malta             | 0-6 | Unión Soviética   |

### Grupo D
| País         | J | G | E | P | GF | GC | GD | Pts |
| ------------ | - | - | - | - | -- | -- | -- | --- |
| Bulgaria     | 3 | 2 | 0 | 1 | 6  | 3  | +3 | 4   |
| Suecia       | 3 | 2 | 0 | 1 | 4  | 5  | –1 | 4   |
| Italia       | 3 | 1 | 1 | 1 | 2  | 2  | 0  | 3   |
| Países Bajos | 3 | 0 | 1 | 2 | 1  | 3  | –2 | 1   |

| 19 de mayo | Suecia       | 2–1 | Países Bajos |
|            | Italia       | 2–1 | Bulgaria     |
| 21 de mayo | Países Bajos | 0–0 | Italia       |
|            | Bulgaria     | 4–1 | Suecia       |
| 23 de mayo | Países Bajos | 0-1 | Bulgaria     |
|            | Suecia       | 1–0 | Italia       |

## Fase final
|  | Semifinales           | Semifinales           |   |                      | Final                | Final |  |
|  |                       |                       |   |                      |                      |       |  |
|  |                       |                       |   |                      |                      |       |  |
|  | Amberes, 26 de mayo   |                       |   |                      |                      |       |  |
|  | Unión Soviética       | 1                     |   |                      |                      |       |  |
|  | Bélgica (DP 2-4)      | 1                     |   |                      |                      |       |  |
|  |                       |                       |   |                      |                      |       |  |
|  |                       |                       |   |                      | Bruselas, 28 de mayo |       |  |
|  |                       |                       |   |                      | Bélgica              | 2     |  |
|  |                       | Bulgaria              | 1 |                      |                      |       |  |
|  |                       |                       |   |                      |                      |       |  |
|  |                       |                       |   |                      |                      |       |  |
|  |                       |                       |   |                      | Tercer lugar         |       |  |
|  | Charleroi, 26 de mayo | Charleroi, 26 de mayo |   | Bruselas, 28 de mayo | Bruselas, 28 de mayo |       |  |
|  | Bulgaria              | 3                     |   | Alemania Federal     | 2                    |       |  |
|  | Alemania Federal      | 1                     |   |                      | Unión Soviética      | 7     |  |

## Campeón
| Eurocopa Sub-18 1977 |
| -------------------- |
| Bandera de Bélgica   |
| Bélgica 1º Título    |